# Judith Corachán
Judith Corachán Vaquera née le 17 juillet 1984 à El Prat de Llobregat est une triathlète professionnelle espagnole, championne d'Espagne longue distance et vainqueur sur l'Embrunman.

## Palmarès
Le tableau présente les résultats les plus significatifs (podium) obtenus sur le circuit national et international de triathlon depuis 2015,.
| Année | Compétition                              | Pays    | Position           | Temps            |
| ----- | ---------------------------------------- | ------- | ------------------ | ---------------- |
| 2019  | Embrunman                                | France  | Médaille d'or      | 10 h 54 min 7 s  |
| 2019  | Challenge Salou                          | Espagne | Médaille d'or      | 4 h 16 min 58 s  |
| 2019  | Championnat du monde longue distance ITU | Espagne | Médaille d'argent  | 5 h 50 min 6 s   |
| 2018  | Challenge Salou                          | Espagne | Médaille d'or      | 4 h 12 min 5 s   |
| 2018  | Embrunman                                | France  | Médaille de bronze | 11 h 20 min 34 s |
| 2016  | Challenge Majorque                       | Espagne | Médaille d'or      | 4 h 32 min 48 s  |
| 2015  | Championnats d'Espagne longue distance   | Espagne | Médaille d'or      | 6 h 43 min 9 s   |